# Pantaloni alla zuava

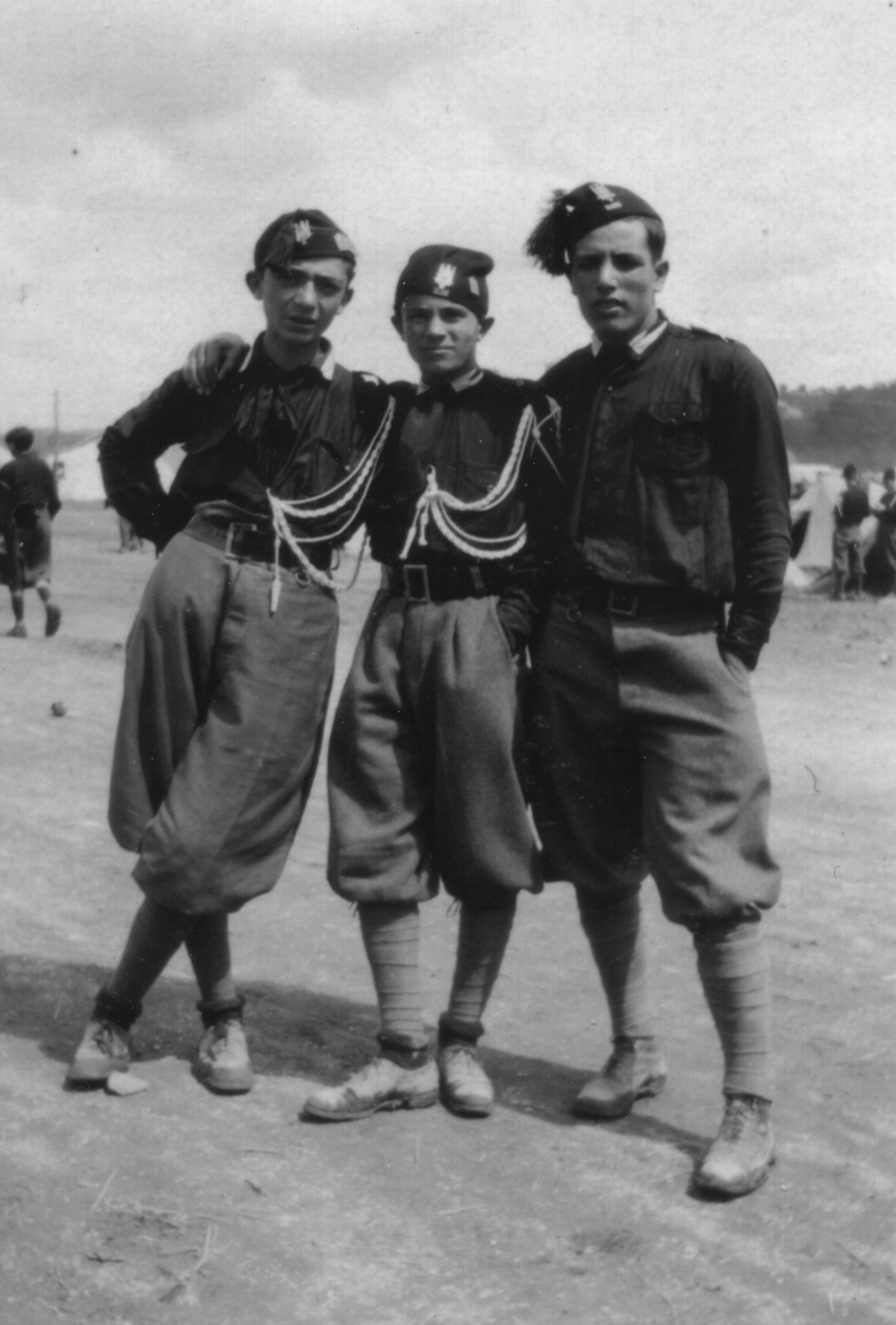
Pantaloni alla zuava indossati da avanguardisti nel 1925

I pantaloni alla zuava, detti anche knickerbockers, sono pantaloni ampi, arricciati e rimboccati sotto le ginocchia.

## Etimologia
Prendono nome dagli zuavi, che indossavano una divisa i cui pantaloni erano ampi e a sbuffo. Il nome knickerbockers deriva invece da quello dello scrittore Dietrich Knickerbocker, che nel romanzo Storia di New York (1889) descriveva gli immigrati olandesi, che indossavano questo tipo di pantaloni.

## Storia
Questi pantaloni entrarono a far parte della moda maschile sin dal XVIII secolo, ed in seguito (alla fine del XIX secolo) anche di quella femminile.

## Nello sport
La franchigia NBA dei New York Knicks (abbreviazione di Knickerbockers) prende il nome proprio da questi particolari pantaloni, dato che i fondatori olandesi di New York erano soliti indossarli.